# Географія Європейського Союзу
Європейський союз розташований на більшій частині Західної і Центральної Європи, що охоплює 4 324 782 км². Його європейська територія простягається з північного сходу Фінляндії до південного заходу Португалії та з північного заходу Ірландії до південного сходу Кіпру.

## Географія держав-членів ЄС
Європейський союз має 27 членів і 8 кандидатів. Дивіться географію кожної держави:
Учасники
- Австрія
- Бельгія
- Болгарія
- Греція
- Данія
- Естонія
- Ірландія
- Іспанія
- Італія
- Кіпр
- Латвія
- Литва
- Люксембург
- Мальта
- Нідерланди
- Німеччина
- Польща
- Португалія
- Румунія
- Словаччина
- Словенія
- Угорщина
- Фінляндія
- Франція
- Хорватія
- Чехія
- Швеція

Кандидати
- Албанія
- Боснія і Герцеговина
- Молдова
- Македонія
- Сербія
- Туреччина
- Україна
- Чорногорія

## Огляд

Європейський Союз на фізичній карті Європи

Територія Союзу — це простір, в межах якого [[Право Європейського Союзу|право ЄС] має обов'язковий характер. Юридичні кордони ЄС визначені установчими договорами, передусім Договором про Європейське співтовариство (ст. 299). Прийнято вважати, що територія Союзу складається з територій держав-членів. Як наслідок, вона охоплює не тільки територію Європи, але й територію в інших частинах світу, оскільки окремі держави-члени ЄС мають територіальні володіння за межами Європи (Португалія — Азорські острови і Мадейру, Іспанія — Канарські острови, Франція — Реюньйон, Гвіана, Гваделупа, Мартиніка). Крім того, Договір передбачає, що право ЄС також поширюється на окремі європейські території, які хоча й не входять до території відповідної держави-члена, однак останні здійснюють від їх імені зовнішні відносини.
Існують спеціальні території держав-членів Європейського Союзу — окремі території та володіння держав-членів право ЄС не розповсюджується (Фарерські острови — Данія) або поширюється частково і, навпаки, деякі території держав-членів отримали особливий привілейований статус. Існують й інші виключення. Окремі держави-члени можуть не брати участь у досягненні окремих цілей Євросоюзу. Відповідно в цій частині право ЄС не є для них обов'язковим. Наприклад, не беруть участь у валютному союзі (не входять в зону «євро») Данія та Швеція (відмовилися від участі), а також десять держав, які набули членства з 2004 р. (через не відповідність вимогам валютного союзу); Ірландія свого часу відмовилася від участі у Шенгенській угоді, яка передбачає вільне пересування територією учасників угоди як громадян держав-членів ЄС, так і іноземців.
Більшість країн з Європейського союзу розташовані на європейському континенті. ЄС покриває менше половини території Європи, значна частина континенту особливо на Сході (наприклад, Європейська частина Російської Федерації, Україна, Білорусь) і дрібніші частини в Північній та Центральній Європі не є частиною ЄС. Держави-члени ЄС мають сухопутні кордони з 19 іншими країнами.
Вважається, що берегова лінія Європейського Союзу проходить вздовж берегів Атлантичного океану, Середземного моря, Чорного та Балтійського морів і простягається на 66 000 км,. Діапазони європейських гір включають Альпи, Карпати, Балканські гори і скандинавські гори з найвищою горою в ЄС Монблан.
Кілька заморських і залежних територій різних держав-членів також офіційно входять до складу ЄС (в Іспанії: Канарські острови, Сеута і Мелілья, в Португалії: Азорські острови, Мадейра; до Франції: Реюньйон, Французька Гвіана, Мартиніка, Гваделупа, Сен-Мартен), тоді як в інших випадках території, пов'язані з державами-членами не є частиною ЄС (наприклад, Гренландія, Фарерські острови, більшість територій, пов'язані зі Сполученим Королівством; Нідерландами: Аруба, Кюрасао, Сінт-Мартен, Нідерландські Карибські острови (Бонайре, Саба, Сінт-Естатіус); Францією: Майотта, Сен-Бартелемі, Французька Полінезія, Волліс і Футуна, Нова Каледонія).
Охоплюючи заморські території держав-членів, ЄС має більшість типів клімату від арктичних до тропічних. Більшість населення проживає в районах з середземноморським кліматом (Південна Європа), помірним морським кліматом (Західна Європа), або теплим континентальним (у східних державах-членах ЄС).

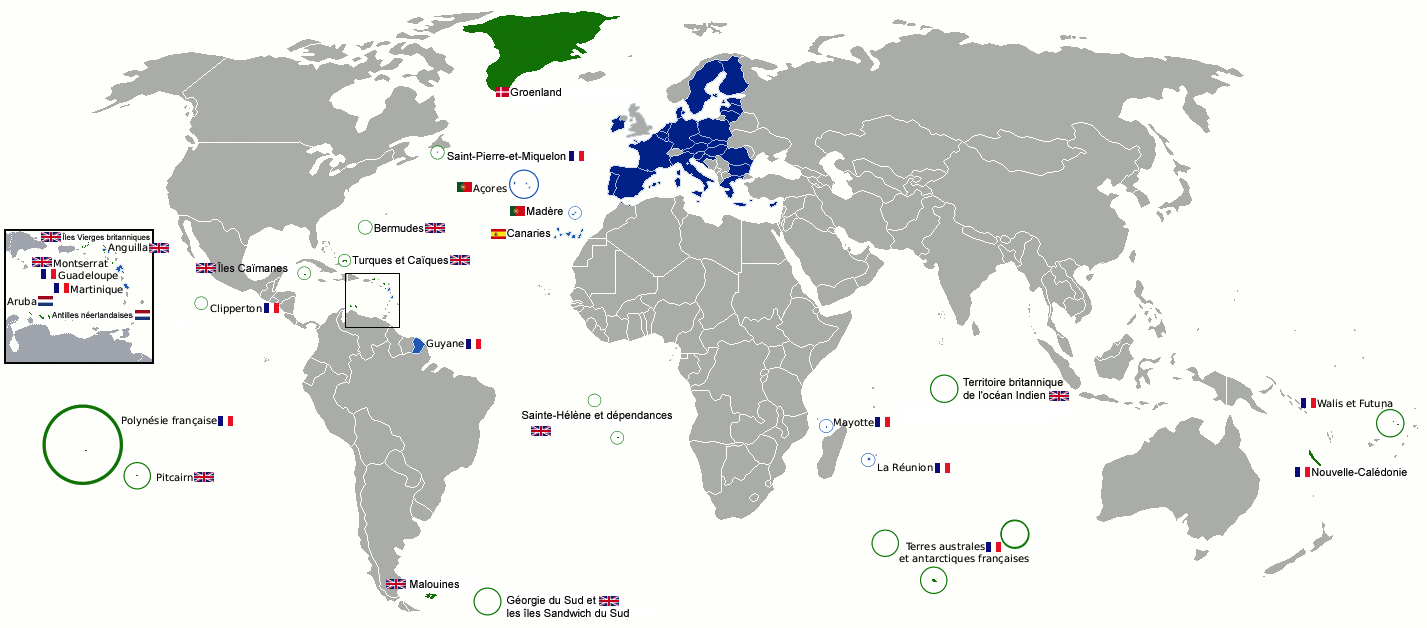
Європейський Союз
Віддалені регіони
Заморські країни та території

## Річки
- Дунай — 2860 км
- Тиса — 1358 км
- Рейн  — 1236 км
- Ельба — 1091 км
- Вісла — 1047 км
- Тахо — 1038 км
- Луара — 1012 км
- Ебро — 960 км
- Одер — 854 км
- Рона — 815 км

## Найбільші міста
В Європейському Союзі є більше великих міст, ніж у будь-якому іншому регіоні світу — понад 16 міст з населенням більше одного мільйона жителів. Також існують густонаселені регіони, які утворились внаслідок з'єднання кількох міст і нині охоплюють великі мегаполіси, що мають приблизно 11,5 млн жителів (у Кельні, Дюссельдорфі, та ін.), Рандстад, що має 7 000 000 жителів (Амстердам, Роттердам, Гаага), Франкфурт / Рейн-Майн близько 4 000 000 жителів (Франкфурт, Вісбаден та ін.) та Верхня Сілезія поблизу промислової зони, де проживає приблизно 3 500 000 осіб (Катовиці, Сосновець та ін.).
|  |  |  |
|  |  |  |

| Міста                   | Населення міста в мільйонах | Площа  | Міські райони              | Населення міського району в мільйонах |  |
| ----------------------- | --------------------------- | ------ | -------------------------- | ------------------------------------- |  |
| Лондон, Велика Британія | 7.5                         | 4,761  | Париж, Франція             | 10.1                                  |  |
| Берлін, Німеччина       | 3.4                         | 3,815  | Лондон, Велика Британія    | 8.5                                   |  |
| Мадрид, Іспанія         | 3.1                         | 1,985  | Мадрид, Іспанія            | 5.5                                   |  |
| Рим, Італія             | 2.7                         | 5,198  | Рурський регіон, Німеччина | 5.3                                   |  |
| Париж, Франція          | 2.2                         | 24,672 | Барселона, Іспанія         | 4.5                                   |  |
| Бухарест, Румунія       | 1.9                         | 9,131  | Мілан, Італія              | 3.8                                   |  |
| Гамбург, Німеччина      | 1.8                         | 2,310  | Берлін, Німеччина          | 3.7                                   |  |
| Варшава, Польща         | 1.7                         | 3,258  | Роттердам, Нідерланди      | 3.3                                   |  |
| Будапешт, Угорщина      | 1,7                         | 3,570  | Афіни, Греція              | 3.2                                   |  |
| Відень, Австрія         | 1.7                         | 3,931  | Неаполь, Італія            | 2.9                                   |  |

## Клімат
Клімат в Європейському Союзі має помірний, континентальний характер, морський клімат переважає на західному узбережжі, а середземноморський —— на півдні. Клімат різко обумовлений Гольфстрімом, який зігріває західний регіоні до рівня, недосяжного на тих же широтах на інших континентах. Західна Європа має океанський тип клімату, в той час як Східна Європа —— континентальний, посушливий. У Західній Європі відбувається чотири сезони, у той час як Південна Європа переживає сезон дощів та сухий сезон. Південна Європа відома своїм жарким кліматом і теплими водами Середземного моря. У всіх країнах Південної Європи переважає субтропічний середземноморський клімат, тому влітку переважають теплі температури близько +24 ° C, а взимку досить прохолодні, біля +8 С. Опадів випадає досить, близько 1000—1500 мм на рік. Торнадо відбуваються в Європі, але, зазвичай, слабкі.

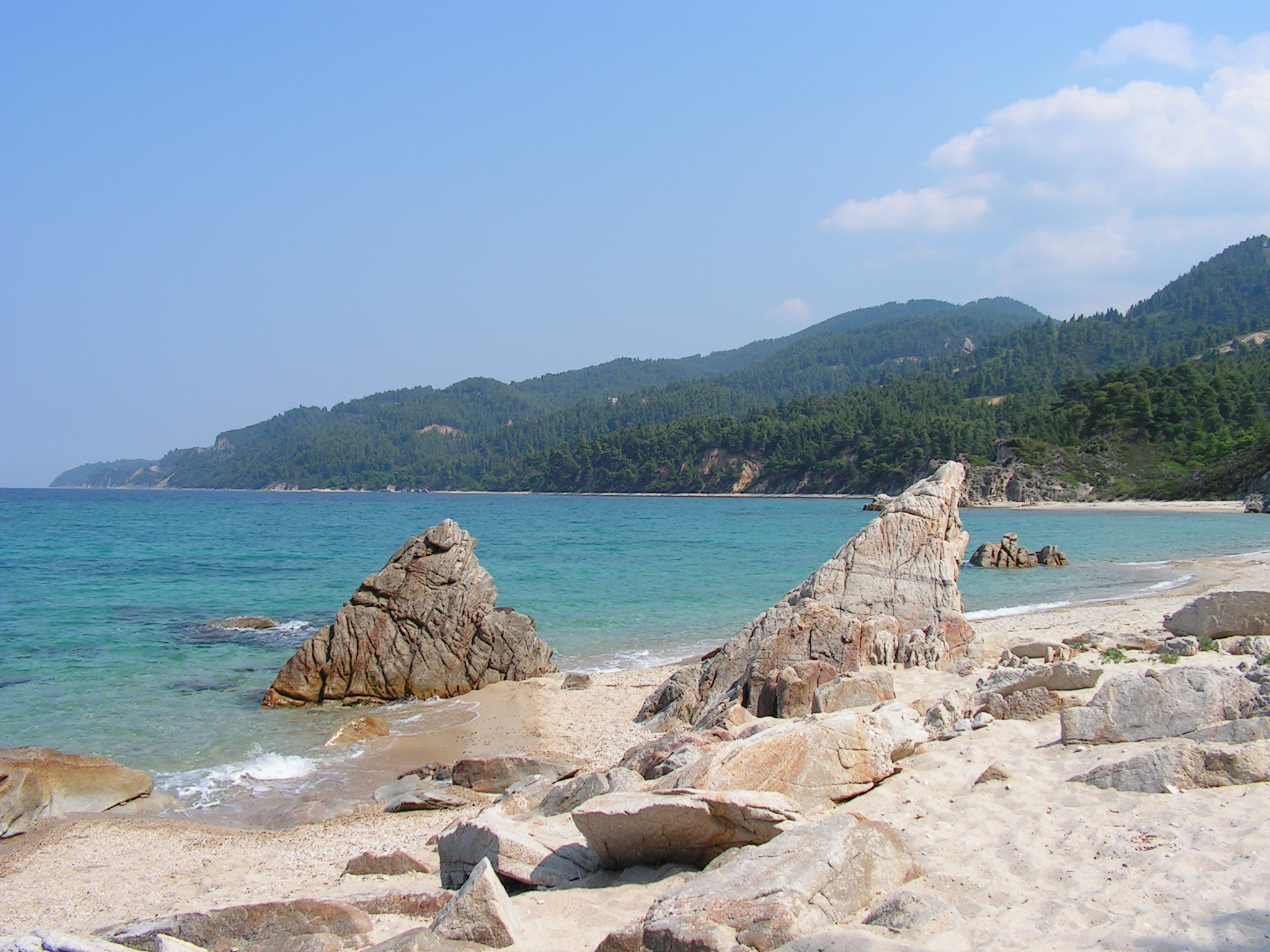
22 країн-членів ЄС знаходяться під впливом великої берегової лінії, втому числі і Греція з своїм океанічним кліматом

М'який клімат в межах Європейського Союзу присутній на португальському острові Мадейра, де середня температура коливається від 19 ° C протягом дня і 13 ° C у нічний час в зимовий період до 26 ° C протягом дня і 19 ° C влітку вночі. Крім того, м'який клімат присутній і на іспанському острові Гран-Канарія (Канарські острови), де середня температура коливається від 21 ° C протягом дня і 15 ° C у нічний час в зимовий період до 27 ° C протягом дня і 22 ° C влітку вночі. Ці острови розташовані в Атлантичному океані. На європейському континенті м'який клімат присутній у північно-західній частині Піренейського півострова (де розташовані Іспанія та Португалія), між Більбао, Ла-Корунья і Порто. У цьому прибережному пасмі, середня температура коливається від 10-14 ° C протягом дня і приблизно на 5 ° C вночі, в січні до 22-26 ° C протягом дня і 15-16 ° C у нічний час в середині літа.